# Physocarpus malvaceus
Physocarpus malvaceus är en rosväxtart som först beskrevs av Edward Lee Greene, och fick sitt nu gällande namn av Carl Ernst Otto Kuntze. Physocarpus malvaceus ingår i släktet smällspireor, och familjen rosväxter. Inga underarter finns listade i Catalogue of Life.

## Bildgalleri

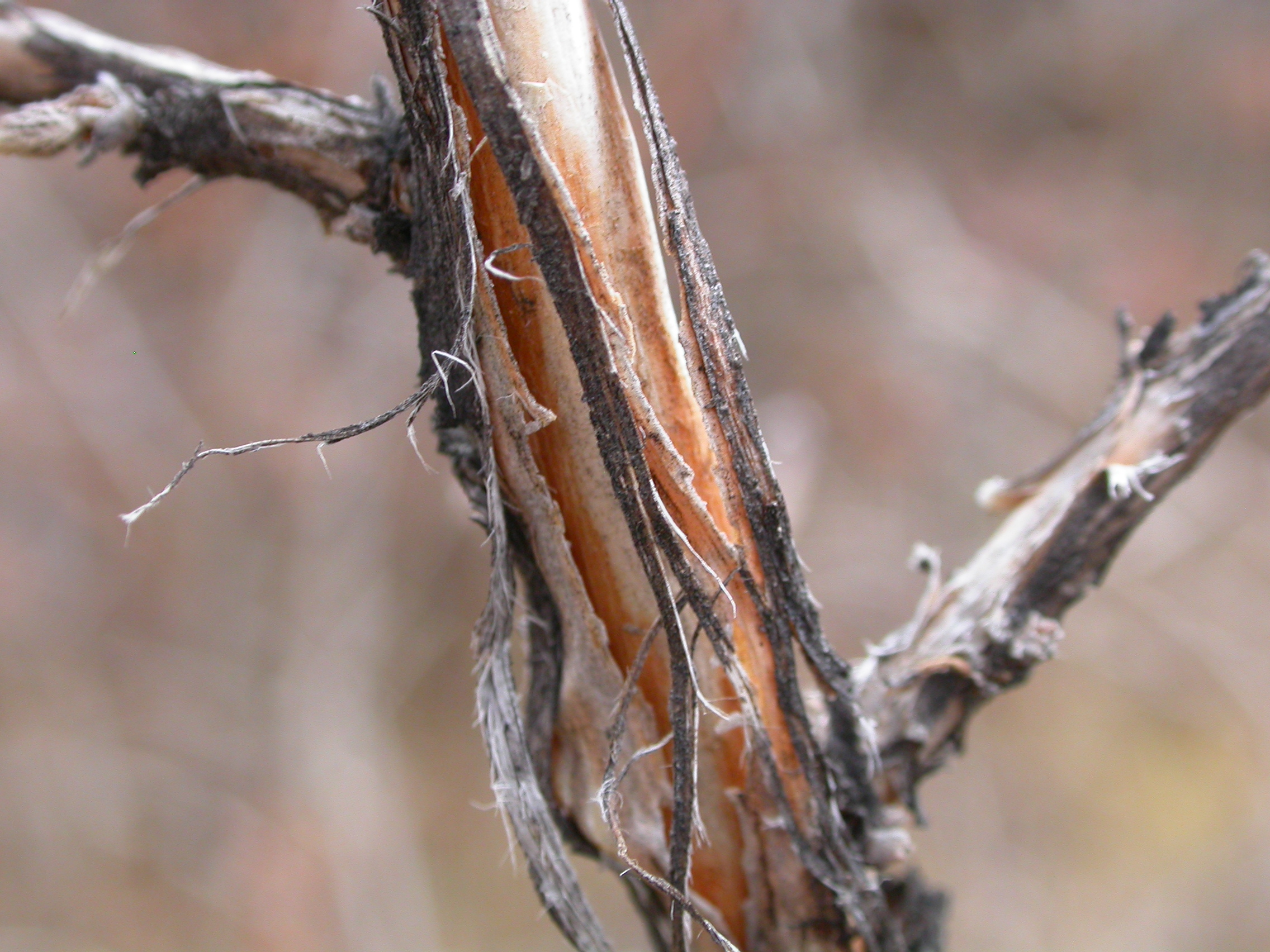
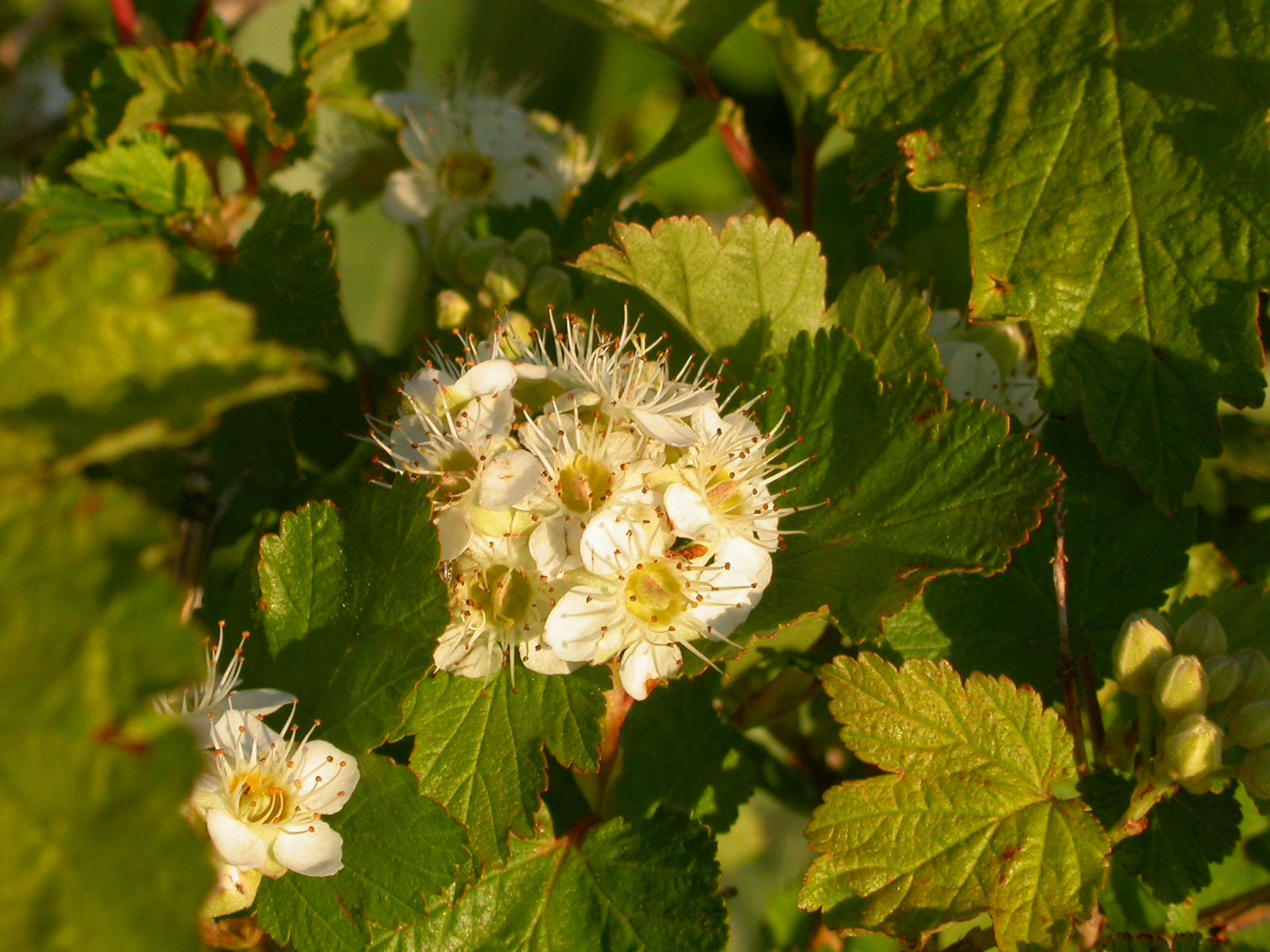
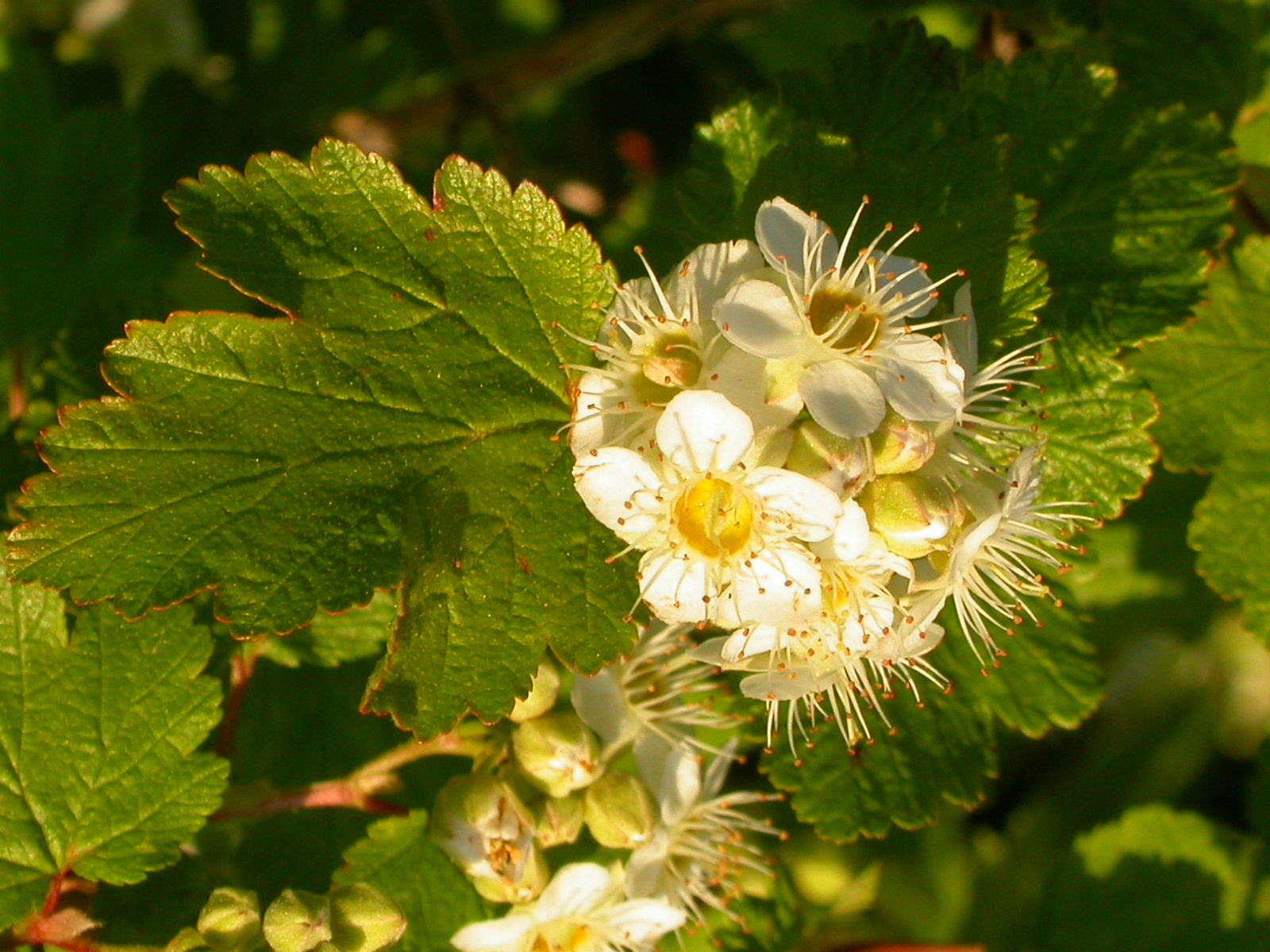
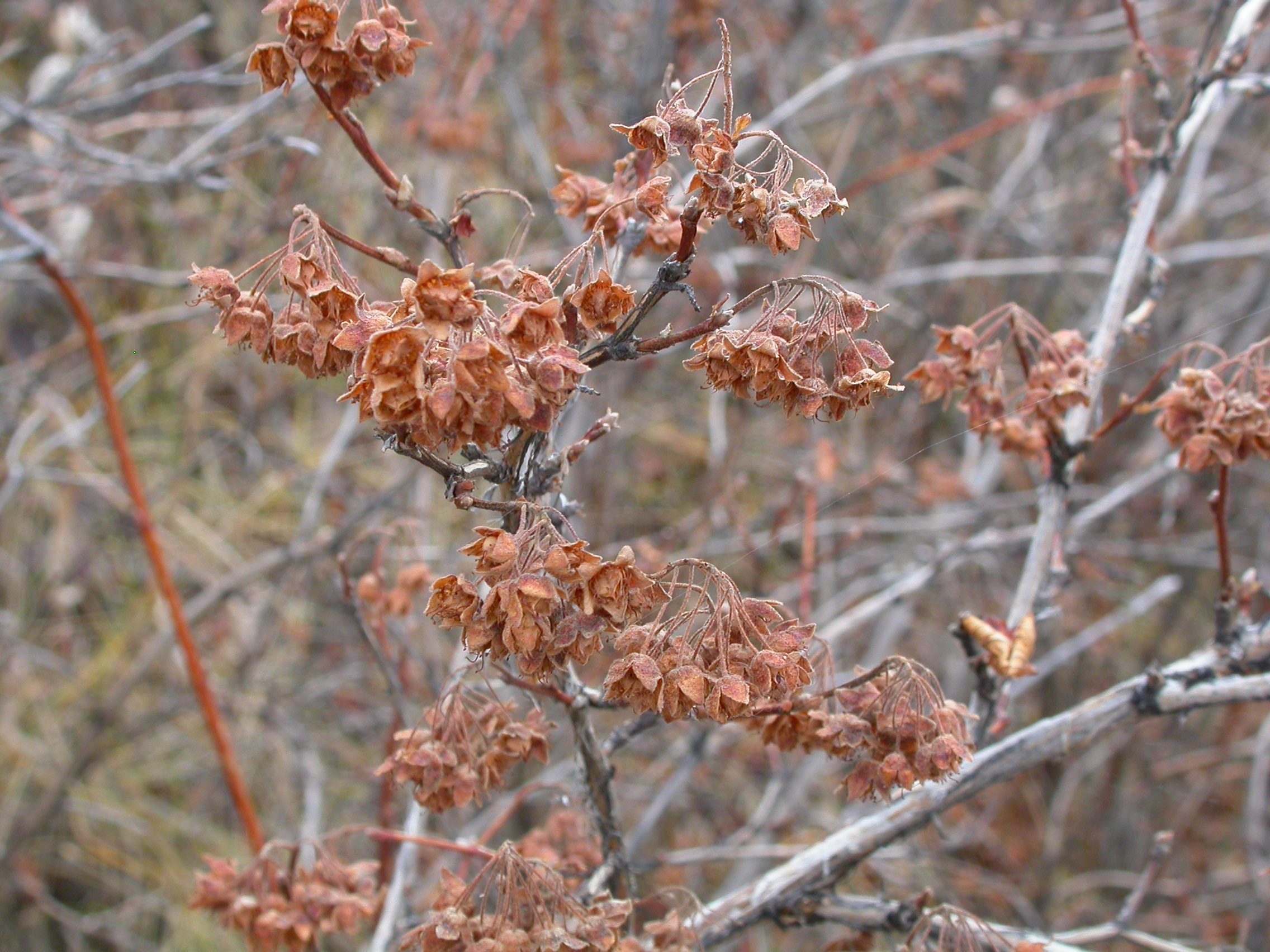
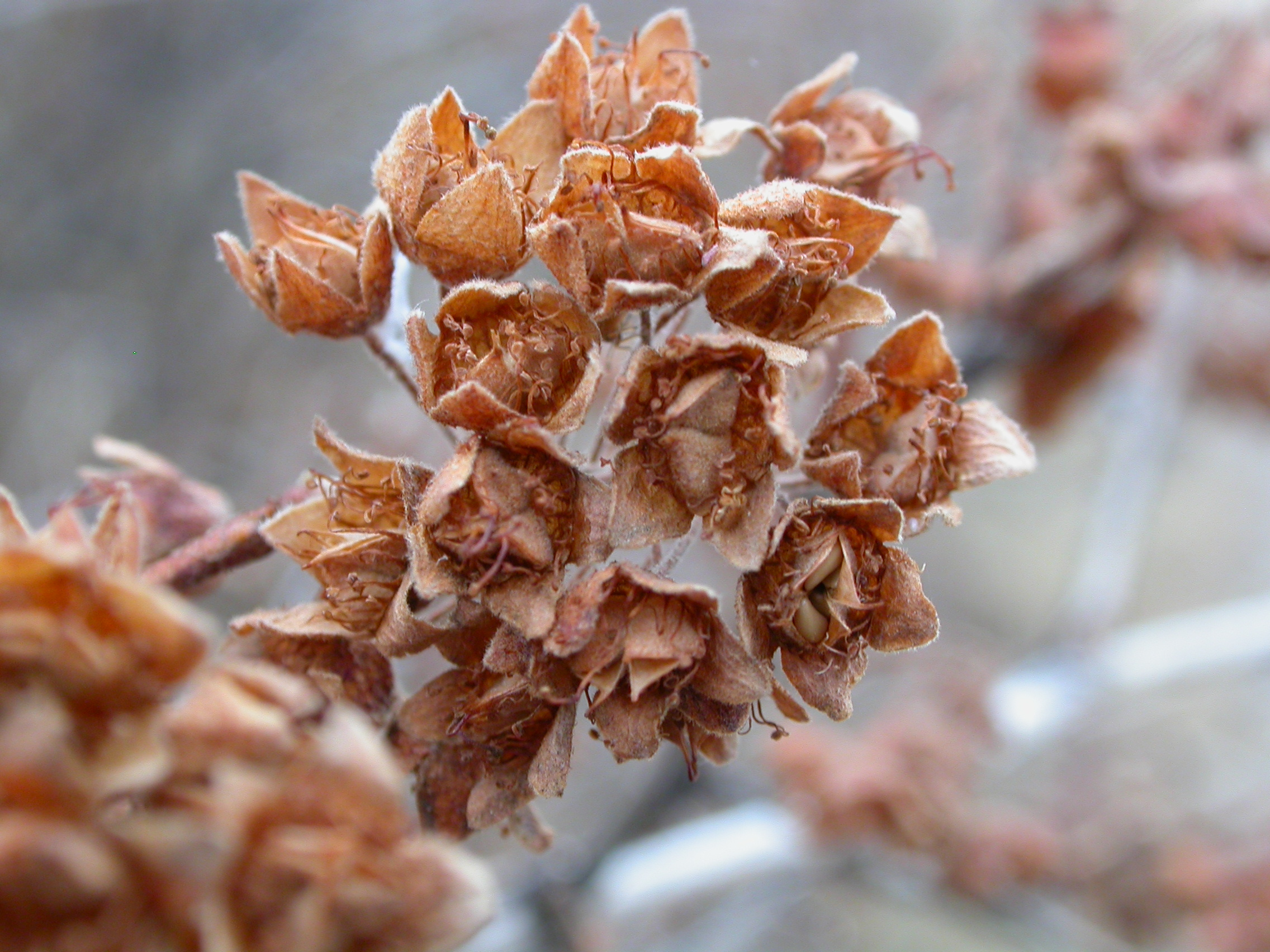
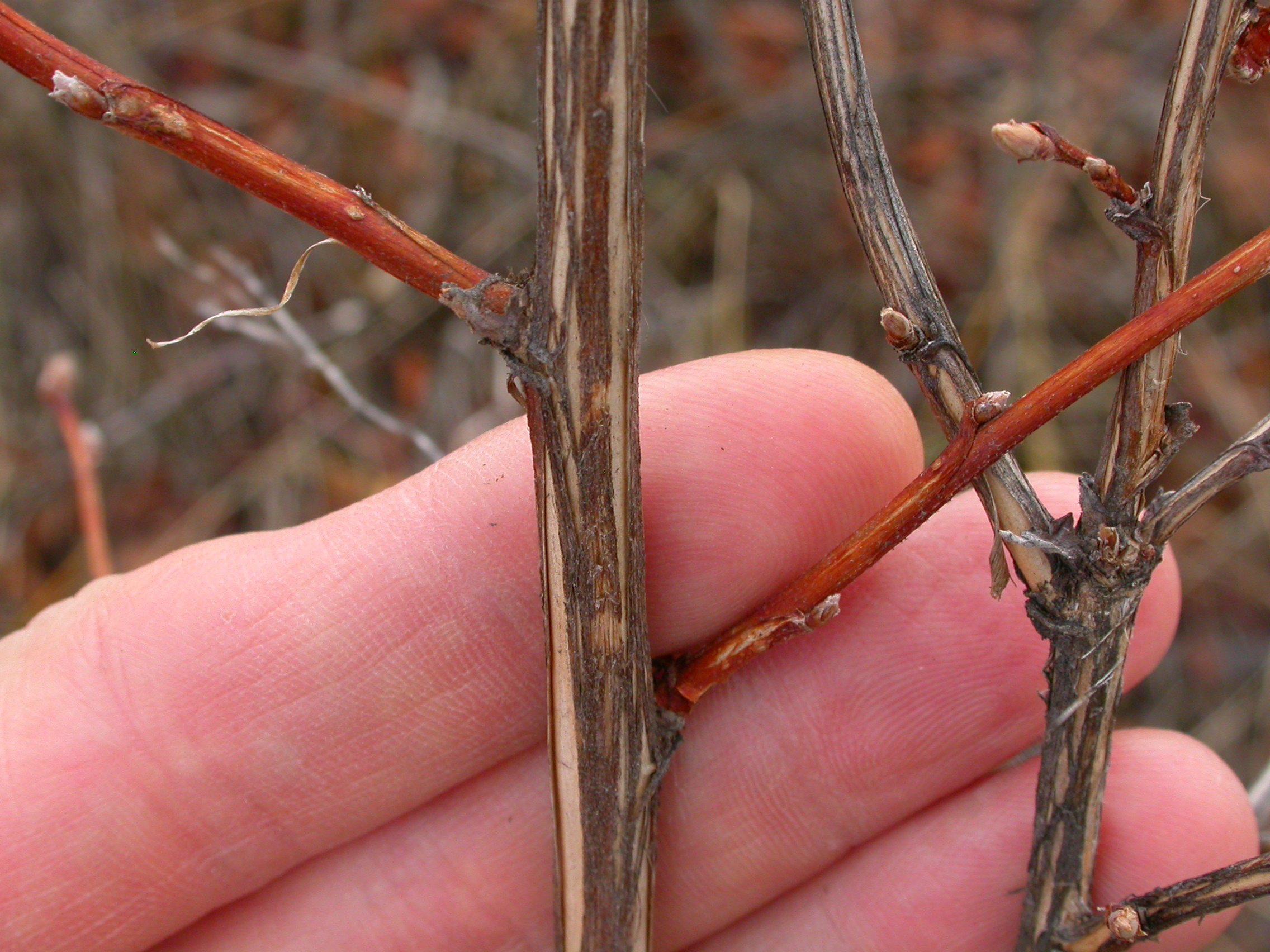